# فينسنت غوارالدي
فينسنت أنتوني غوارالدي، (17 يوليو 1928 - 6 فبراير 1976)، عازف جاز أمريكي اشتهر بمؤلفاته المبتكرة، وهو معروف أيضًا بأدائه على البيانو كعضو في فرق كال في الخمسينيات من القرن الماضي وبمسيرته الفردية الفنية. توفي بنوبة قلبية مفاجئة في فبراير من عام 1976 عن عمر يناهز 47 عامًا، بعد لحظات من اختتام عرض في مينلو بارك، كاليفورنيا.

## وظيفته المبكرة
وُلد غوارالدي في منطقة نورث بيتش في سان فرانسيسكو، وهو مكان أصبح مهمًا جدًا لمسيرته الموسيقية المزدهرة. أثناء نشأته، تأثر غوارالدي بكل من أعمامه، جو وموريس مارسيلينو، وكلاهما ترأس فرق الجاز الكبيرة في سان فرانسيسكو لسنوات عديدة. تخرج من مدرسة لينكولن الثانوية، التحق لفترة وجيزة بكلية ولاية سان فرانسيسكو، وخدم في جيش الولايات المتحدة كطاهٍ في كوريا من عام 1946 إلى عام 1948.

## الحياة الشخصية
تزوج غوارالدي من صديقة المدرسة الثانوية شيرلي موسكوفيتز في 1 فبراير 1953، التي تقدمت في البداية بطلب الطلاق في 21 أبريل 1966، ثم تراجعت عنها في نهاية المطاف. لكنها مرة ثانية في يونيو من عام 1968 طلبت الطلاق، الذي نُفّذ في 8 ديسمبر 1970. أنتج زواجهما طفلين: ديفيد أنتوني غوارالدي (11 أغسطس 1955) وديا ليزا (16 فبراير 1960).

## موته المفاجئ
توفي غوارالدي فجأة في 6 فبراير 1976، في سن 47 بعد معاناته من نوبة قلبية. في المساء، كان قد تناول الطعام في منزل صديقه منديلسون وبحسب ما ورد أنه عانى من حس إزعاج في الصدر يشبه عسر الهضم. (لقد كان على وشك القيام برحلة بحرية. كان قادرًا على عزف موسيقى الجاز على متن السفينة، وكان متحمسًا لذلك. تحدثنا عن الرحلة البحرية والعروض الموسيقية، قلت إنني لم أكن أعرف ما الذي سيكون عليه الأمر بعد ذلك، لكنه قال أيضًا أنه متعب وقد ذهب لرؤية الطبيب).
في صباح اليوم التالي، في 6 فبراير، استيقظ غوارالدي وهو مصاب بنزلة برد شديدة وظل في الفراش طوال اليوم. بعد ظهر ذلك اليوم، أنهى غوارالدي تسجيل الموسيقى التصويرية لـ تشارلي براون في سان فرانسيسكو مع عازف الجيتار سيوارد ماكين وعازف الطبول جيم زيمرمان. تذكر زيمرمان قائلًا: لقد عدنا للتو من حفلة موسيقية أقمناها في الجبل، وكان فينسنت يتزلج، وكان هناك ما يزعجه. وبمجرد عودتنا إلى الاستوديو، بدأ يشتكي أن معدته كانت تؤلمه.
في ذلك المساء، بعد اختتام الجولة الأولى في مينلو بارك، كاليفورنيا، عاد غوارالدي وزيمرمان إلى الغرفة التي كانوا يقيمون فيها في عطلة نهاية الأسبوع تلك في فندق ريد إن المجاور، للاسترخاء قبل الجولة التالية. علّق زيمرمان قائلًا: كان فينسنت يشعر بالغثيان. نهض للذهاب إلى الحمام ... وأُغمي عليه. حدث ذلك بسرعة.
نُقل غوارالدي إلى مستشفى ستانفورد حيث أعلن وفاته عند وصوله الساعة 11:07 مساءً. كان الإثبات السبب الرسمي للوفاة على أنه، احتشاء حاد في عضلة القلب، بسبب أو نتيجة لتصلب الشرايين التاجية مع تجلط الدم وتصلب الشرايين المعمم.
يتذكر عازف البيانو جورج دي كواترو بعد سنوات: رأيته قبل حوالي أسبوع من وفاته. بدا على ما يرام حقًا. لكنه رأى طبيبًا لأنه كان يعاني من مشاكل في المعدة، وكان يشعر بالمرض والتعب. أخبره الطبيب أن ذلك قد يكون قرحة ووصف له بعض الأدوية الغبية وأخبره أن ينسى الأمر. لكن لم يكن الأمر كذلك، إنه أمر مؤسف حقًا. لم يكن هذا ليحدث أبدًا اليوم. في سيرته الذاتية لعام 2012، فينسنت غوارالدي والبيانو، كتب المؤلف ديريك بانغ: مع مرور الوقت، يبدأ أصدقاء وعائلة وزملاء غوارالدي في التساؤل عما إذا كان تمدد الأوعية الدموية في المعدة - أو أي شيء آخر - قد لعب دورًا في تلك الأزمة القلبية، مضيفًا أن شكوى غوارالدي من آلام في المعدة بشكل واضح لم يؤخذ على محمل الجد بما فيه الكفاية.
كانت وفاة غوارالدي بمثابة صدمة لأصدقائه وعائلته وزملائه. قال مندلسون: كان الأمر غير متوقع على الإطلاق. في اليوم السابق للجنازة، اتصلت كارميلا [والدة غوارالدي] وقالت إنهم يريدون استخدام موسيقى الجاز الخاصة به في الجنازة. وقلت: أوه، يا إلهي، لا أعتقد أن هذه فكرة جيدة. توسلت إليها ألا تفعل ذلك، لكنها كانت امرأة قوية. وقد وضعوها بالفعل. كانت تجلس خلفي مباشرة. أعتقد أنه كان الشيء الصحيح الذي يجب القيام به، ولكن كانت هذه الجنازة صعبة للغاية. نحن نفتقده.
قال عازف الدرامز مايك كلارك في عام 2010: كنت في نيويورك، وقد أخبرني فينسنت لاتينو: كان آخر ما أفكر فيه، هو أن يموت غوارالدي. ما زلت حزينًا، عندما كنت أفكر فيه، لأنه كان شخصًا مفعمًا بالحيوية، ويبدو أنه يمتلك ثروة لا حصر لها من الحظ السعيد. بدا أن كل شيء يلمسه يتحول إلى مال أو فرصة. لم أستطع تصديق ذلك.
علّق القس تشارلز غومبيرتز، الذي دعا غوارالدي لأداء عرض في كاتدرائية غريس في عام 1965، أعتقد أن جزءًا من مشكلة فينسنت هو أنه لم يهتم بنفسه أبدًا. الكثير من الأشياء. لقد جرب كل شيء. أعني، عندما ظهرت ألواح التزلج لأول مرة، كان أول طفل في مجموعته يحصل على واحدة، لقد دفع نفسه إلى الحد الأقصى، سواء موسيقيًا أو جسديًا. رأى نفسه شابًا جدًا لكنه لم يفعل أيًا من الأشياء المادية التي عليه القيام بها لإعداد نفسه للعيش بهذه الطريقة. أضافت والدته كارميلا غوارالدي: عندما حدث ذلك في باترفيلد، عندما جاءت النهاية أخيرًا، سار بالطريقة التي كان يريدها، مع البيانو.
دُفن غوارالدي في مقبرة هولي كروس في كولما، كاليفورنيا.